# Адам фон Байхлинген
Адам фон Байхлинген (на немски: Adam von Beichlingen; * 1460, † 14 юли (24) 1538 в дворец Крайенберг) е граф на Байхлинген-Гебезе в Тюрингия.

## Произход
Той е син на граф Йохан фон Байхлинген († 1485) и съпругата му Маргарета фон Мансфелд († 1468), дъщеря на граф Фолрад II фон Мансфелд († 1450).
Потомък е на Куно фон Нортхайм († 1103), граф на Байхлинген. Резиденцията му е в замък Байхлинген. През 1516 г. граф Адам купува замък Крайенбург, където започва да живее. През 1518 г. граф Адам купува дворец Гебезе от херцог Георг Саксонски (1471 – 1539). През 1519 г. граф Адам трябва да продаде замък Байхлинген и голяма част от графството на рицар Ханс фон Вертерн (* 24 юни 1443; † 9 юли 1533).
Фамилията му живее в Крайенбург и в дворец Гебезе.
Адам умира през 1538 г. в дворец Крайенберг и е погребан в църквата на Тифенорт.

## Фамилия
Първи брак: на 26 април 1499 г. се жени за София фон Сайн (* 7 февруари 1471; † 1508), дъщеря на граф Герхард II фон Сайн (1417 – 1493) и Елизабет фон Зирк (1435 – 1489). Те имат две деца:
- Анна († 30 юли 1571 в Гера), омъжена 1515 г. за Хайнрих XIV фон Гера († 12 април 1538), син на Хайнрих XII фон Гера-Шлайц „Средния“ († 1500) и Хедвиг фон Мансфелд-Хелдринген († сл. 1477)
- Филип Вилхелм († 9 юли 1553 при Зиверсхаузен)

Втори брак: пр. 6 юли 1511 г. се жени за Катарина фон Хесен (* 1495; † ок. юли 1525), дъщеря на Вилхелм I фон Хесен, ландграф на Хесен (1466 – 1515) и принцеса Анна фон Брауншвайг-Волфенбютел (1460 – 1520). Те имат децата:
- син († ок. 1521), погрербан в Хомбург
- Хугбрехт († 1549, убит), женен I. на 9 юли 1535 г. за Антоанета де Ньофшател († 29 октомври 1544), II. 1545 г. за бургграфиня Магдалена фон Кирхберг
- Йохан († сл. 9 февруари 1543), канонилк в Св. Гереон (1516 – 1521), домхер в Кьолн (1517 – 1540)
- Кристоф († 1557), граф на Байхлинген, женен 1555 г. за Мария фон Лайнинген-Вестербург (1536 – 1597), дъщеря на граф Куно II фон Лайнинген-Вестербург и графиня Мария фон Щолберг-Вернигероде
- Карл († сл. 1547)
- Лудвиг Албрехт († 1557), граф на Байхлинген, женен 1550 г. за Елизабет фон Текленбург (* ок. 1510), дъщеря на граф Ото VIII фон Текленбург и графиня Ирмгард фон Ритберг
- Бартоломеус Фридрих († 20 май 1567 в Гебезе), последният граф от рода на графовете на Байхлинген, женен ок. 21 октомври 1558 г. за Зерапия фон Йотинген-Йотинген († сл. 31 август 1572), дъщеря на граф Лудвиг XV фон Йотинген-Йотинген и графиня Мария Салома фон Хоенцолерн-Хайгерлох
- Филип († 9 юли 1553 в битката при Зиферсхаузен (Лерте), Хановер)

## Галерия
- Дворец Байхлинген (2006)
- Замък Крайенбург (1516 – 1567), последната резиденция на графовете на Байхлинген
- Дворец Гебезе, ок. 1860